# Ivan Franjić
Ivan Franjić (Melbourne, 10 de septiembre de 1987) es un futbolista australiano que juega en la demarcación de centrocampista para el Melbourne Knights F. C. de la National Premier Leagues Victoria.

## Biografía
Se formó como juvenil en el Melbourne Knights FC, aunque empezó debutando en el St Albans Saints SC en 2005, en niveles inferiores de la liga australiana. Finalmente en 2007 volvió al Melbourne Knights FC, donde jugó por dos temporadas, marcando nueve goles en 50 partidos. En 2009 jugó durante un breve tiempo en el Oakleigh Cannons, hasta que fichó por el Brisbane Roar FC. Con el club llegó a ganar la A-League en las temporadas 2010/2011, 2011/2012 y 2013/2014. Tras dejar el club en 2014 jugó para el FC Torpedo Moscú por una temporada. El 23 de abril de 2015 dejó el club por impagos, y un mes después fue fichado por el Melbourne City FC.

## Selección nacional
Hizo su debut con la selección de fútbol de Australia el 3 de diciembre de 2012 contra Hong Kong en un partido amistoso bajo las órdenes de Holger Osieck. Fue elegido como uno de los 23 jugadores que disputarían la Copa Mundial de fútbol de 2014 para representar a la selección de fútbol de Australia bajo las órdenes de Ange Postecoglou.

## Clubes
| Club                    | País          | Año       | Partidos | Goles |
| ----------------------- | ------------- | --------- | -------- | ----- |
| St Albans Saints S. C.  | Australia     | 2005-2006 | 39       | 5     |
| Melbourne Knights F. C. | Australia     | 2007-2008 | 50       | 9     |
| Oakleigh Cannons        | Australia     | 2009      | 17       | 2     |
| Brisbane Roar F. C.     | Australia     | 2009-2014 | 132      | 11    |
| F. C. Torpedo Moscú     | Rusia         | 2014-2015 | 5        | 0     |
| Melbourne City F. C.    | Australia     | 2015-2017 | 41       | 1     |
| Daegu F. C.             | Corea del Sur | 2017      | 2        | 0     |
| Brisbane Roar F. C.     | Australia     | 2017-2018 | 16       | 2     |
| Perth Glory F. C.       | Australia     | 2018-2020 | 56       | 4     |
| Macarthur F. C.         | Australia     | 2020-2021 | 19       | 0     |
| Heidelberg United F. C. | Australia     | 2021-2022 | 20       | 2     |
| Melbourne Knights F. C. | Australia     | 2023-     | 30       | 3     |

## Palmarés

### Campeonatos nacionales
| Título   | Club                 | País      | Año  |
| -------- | -------------------- | --------- | ---- |
| A-League | Brisbane Roar F. C.  | Australia | 2011 |
| A-League | Brisbane Roar F. C.  | Australia | 2012 |
| A-League | Brisbane Roar F. C.  | Australia | 2014 |
| FFA Cup  | Melbourne City F. C. | Australia | 2016 |